# Charles Callet
Pour les articles homonymes, voir Callet.
Charles Callet, né à Paris le 19 mai 1856, où il est mort le 26 juin 1931, est un dessinateur, graveur au burin et écrivain français.

## Biographie
Il obtient une mention honorable au Salon des artistes français de 1898 ainsi qu'à celui de 1902. 

## Publications
- Contes anciens, A. Lemerre, 1904
- Myrrhine, roman grec, Flammarion, 1905
- Un oublié du XIXe siècle, Auguste Callet, histoire littéraire, notes et souvenirs, H. Daragon, 1909
- Poètes nouveaux, étude littéraire, Louis Mandin, Michel Puy, Roger Frène, Louis Pergaud, imprimerie des Mutuelles, 1909
- Auguste Callet, 1812-1883. Rêverie sur un centenaire, L. Clouzot, 1912
- Le mystère du langage. Les sons primitifs et leurs évolutions, Maisonneuve, 1926
- Larcins littéraires. Le duc P. de Noailles et Auguste Callet, Édition des Amitiés, 1929